# Ait Malek
Ait Malek (en àrab أيت مالك, Ayt Mālik; en amazic ⴰⵢⵜ ⵎⴰⵍⴽ) és una comuna rural de la província de Khémisset, a la regió de Rabat-Salé-Kenitra, al Marroc. Segons el cens de 2014 tenia una població total de 4.856 persones.